# Церковь Рождества Иоанна Предтечи на Ивановой Горе
Церковь Рождества Иоанна Предтечи на Ивановой Горе — несохранившаяся церковь в селе Глубоково Серпуховского района Московской области. От храмового комплекса сохранилась уникальная колокольня высотой 70,5 м, очень близкая по стилю к колокольне Благовещенского собора в Харькове.

## История
Первое письменное упоминание о деревянном храме-предшественнике на Ивановой горе датируется 1571 годом в связи с его сожжением крымскими татарами при походе Девлет-Гирея на Русь. Каменная церковь была построена в 1721 году. В 1892 году владелец близлежащей текстильной фабрики и меценат Диомид Хутарев решил увековечить место у храма, где ранее стоял дуб, посаженный Сергием Радонежским. Он заказал колокол весом 550 пудов (более 9 тонн) по примерному возрасту дуба. Сначала колокол установили на временной деревянной звоннице, однако вскоре началось строительство большой колокольни в неовизантийском стиле из красного кирпича с белокаменным декором по образцу колокольни харьковского Благовещенского монастыря. По первоначальному проекту она должна была быть высотой 79 метров, став третьей по высоте в Московской губернии после колокольни Троице-Сергиевой лавры и Колокольни Ивана Великого в Московском Кремле. Колокольня строилась в 1895—1899 годах. Она включала также усыпальницы рода Хутаревых. Диомид Хутарев, скончавшийся в 1897 году и не доживший до окончания постройки колокольни, был похоронен в южной усыпальнице.
На территории храмового комплекса в XX веке было здание богадельни, а также школа, построенная Диомидом Хутаревым. Храм Рождества Иоанна Предтечи был разрушен в 1936 году, 55-пудовый колокол был сброшен в реку Нару. До 1997 года на месте храмового комплекса находилась больница.
С 1998 году на территории храмого комплекса существует приход Русской православной церкви. В 2004 году был освящён престол во имя Рождества Иоанна Крестителя. В левом крыле здания богадельни устроен храм со статусом патриаршего подворья. В 2011 году на колокольню был поднят и установлен крест.